# 210232 Zhangjinqiu
210232 Zhangjinqiu este un asteroid din centura principală de asteroizi.

## Descriere
210232 Zhangjinqiu este un asteroid din centura principală de asteroizi. A fost descoperit pe 11 septembrie 2007 la XuYi în cadrul programului PMO NEO Survey. Asteroidul prezintă o orbită caracterizată de o semiaxă mare de 2,67 ua, o excentricitate de 0,24 și o înclinație de 3,0° în raport cu ecliptica.